# Scabiosa hladnikiana
Scabiosa hladnikiana är en tvåhjärtbladig växtart som beskrevs av Nicolaus Thomas Host. Scabiosa hladnikiana ingår i släktet fältväddar, och familjen Dipsacaceae. Inga underarter finns listade i Catalogue of Life.